# Vajda Zita
Vajda Zita (később Matolcsy Zita, Szeged, 1984) közgazdász, Matolcsy György, a Magyar Nemzeti Bank volt elnökének második felesége.

## Tanulmányai, pályafutása
2007-ben végzett a Budapesti Gazdasági Főiskolán közgazdász szakon, majd 2010-ben a Szegedi Tudományegyetemen szerzett diplomát pénzügy szakon. (Diplomaátadó ünnepségén a közönség soraiban megjelent Matolcsy György is). Szakmai nyelvvizsgája van angol és spanyol nyelvből. A Morgan Stanley pénzintézetnél dolgozott pénzügyi elemzőként.
2010-ben jelentkezett a Nemzetgazdasági Minisztérium elnöki kabinetjének titkárságán, hogy részt vehessen az új kormány gazdasági programjának megvalósításában. 2010. július 1-jén kezdett dolgozni a belgazdaságért felelős államtitkárságon. 2010. október 5-től az energiastratégiáért és otthonteremtésért felelős államtitkárság munkatársa volt. 2011. március 25. és 2012. május 31. között a makrogazdasági főosztályon tevékenykedett. 2012. június 1. és június 29. között a gazdaságtervezésért felelős helyettes államtitkárságon volt, majd a tervezés-koordinációs osztály munkatársa volt 2013. március 5-ig.
Matolcsy György 2013. március 4-i jegybank-elnöki kinevezése után, március 6-án Vajda Zita is az MNB dolgozója lett, és ott nemzetközi szakmai titkárként dolgozott 2016. május 2-ig. Feladatai közé tartozott a felső vezetők nemzetközi tárgyalásainak előkészítése, a nemzetközi utazások előkészítése, ezek egy részén való részvétel, valamint a nemzetközi szakirodalomban új írások, könyvek felkutatása a jegybanki vezetők részére. Munkabére bruttó 1 730 000 Ft., nettó 1 150 450 Ft. volt az MNB hivatalos tájékoztatása szerint; ezzel az MNB dolgozóinak legjobban fizetett 4-5%-a közé emelkedett. A fizetés témájában a Népszabadság által kért információhoz az MNB sajtóosztály kérdés nélkül fűzte hozzá, hogy „Matolcsy György magánélete, a Matolcsy-házaspár válása magánügy”.
Jegybanki munkája mellett 2014 végén bekerült a Pallas Athéné Domus Innovationis (PADI) Alapítvány kuratóriumába, továbbá 2015 szeptemberétől a PADI által akkor létrehozott Vízház Ingatlanfejlesztő Zrt. igazgatósági tagja is lett. Vajda Zita 2016 májusában távozott a Magyar Nemzeti Bankból, de alapítványi tisztségeit még egy ideig megtartotta. A PADI kuratóriumi tagságáért 555 ezer forint járt neki az alapítvány alapító okirata szerint. A Pageo Kutatóintézettől India-kutatóként további bruttó 600 ezer forintos fizetésben részesült.
2014 és 2016 között mind a hat, a jegybank által létrehozott alapítvány azt a könyveléssel foglalkozó céget bízta meg munkával, amelynek akkor alkalmazottja volt Vajda Péterné, Vajda Zita édesanyja. Három alapítványnak (Pageo, PADMA, Padoc) maga Vajda Péterné nyújtott könyvviteli szolgáltatást. Vajda Péterné azóta kilépett a cégtől, aminek az üzleti kapcsolata is megszakadt az alapítványokkal. Vajda Kitti, Vajda Zita testvére 2013 óta több trafikban érdekelt, és jelenleg is az MNB-ben dolgozik.
2016. szeptember 16-án kiadott közleményében az MNB kijelentette, hogy Vajda Zita nem közszereplő, ellene politikai lejárató kampány indult. Vajda Zitát felkészültsége, szakmai hozzáértése alapján nevezték ki igazgatóhelyettesnek és kutatónak. Felkészült nemzetközi pénzügyi és társadalompolitikai szakember, és téves az a következtetés, hogy miszerint nőként nem lehet pusztán tudás és szakmai tapasztalat révén érvényesülni. Vajda Zita sajtó-helyreigazítást kezdeményez a Népszabadság több cikkének valótlan állítása miatt, továbbá a személyiségi jogainak és jó hírnév megsértése miatt a Pallas Athéné Alapítványokkal közösen megteszi feljelentését - zárta közleményét a jegybank.
2016. szeptember 22-én Vajda Zita exkluzív interjút adott a Figyelőnek „Nem bújkálunk, összetartozunk” címmel. Ebben hangsúlyozta, semmi rosszat nem szeretne mondani a róla megjelent sajtócikkekről, de szeretne kiállni saját magáért, szakmai eredményeiért.
2017. augusztus 25-én összeházasodott Matolcsy György jegybankelnökkel, a hírt az MNB Pallas Athéné Geopolitikai Alapítványa közölte. Hozzátették, hogy "Matolcsy Zita" a házasságkötés után lemond a Pallas alapítványoknál vállalt tisztségeiről, és visszafizeti a munkáltatói kölcsönét is.